# Поляхова, Елена Николаевна
Елена Николаевна Поляхова (16 декабря 1935 года, Ленинград) — астроном, лауреат премии имени Ф. А. Цандера.

## Биография
Родилась 16 декабря 1935 года в Ленинграде.
В 1957 году окончила математико-механический факультет Ленинградского государственного университета.

С 1957 по 1960 годы — учеба в аспирантуре Института прикладной астрономии (научный руководитель — В. Ф. Проскурин), в 1969 году — защита кандидатской диссертации.
С 1961 по 1963 годы — работа в Институте теоретической астрономии АН СССР.

С 1964 года работает в ЛПИ — сначала ассистентом, в 1974 году получает ученое звание доцента.
Она лично и вместе с учениками выполнили работы по фотогравитационной небесной механике, по космоплаванию под солнечным парусом.

Автор более 160 научных работ, в том числе 4 монографий и учебных пособий.
В 1995 году по решению Международного астрономического союза ее именем названа малая планета № 4619 (открыта Н. С. Черных в Крымской астрофизической обсерватории в 1971 году).

## Награды
- Медаль «В память 300-летия Санкт-Петербурга» (2003)
- Премия имени Ф. А. Цандера (2005) — за монографию «Космический полёт с солнечным парусом»
- Медаль «Санкт-Петербургский государственный университет» (2006) — за безупречную работу в Университете в течение более 50 лет, большой вклад в развитие науки и подготовку научных кадров